# 普克拉延鐵路事故

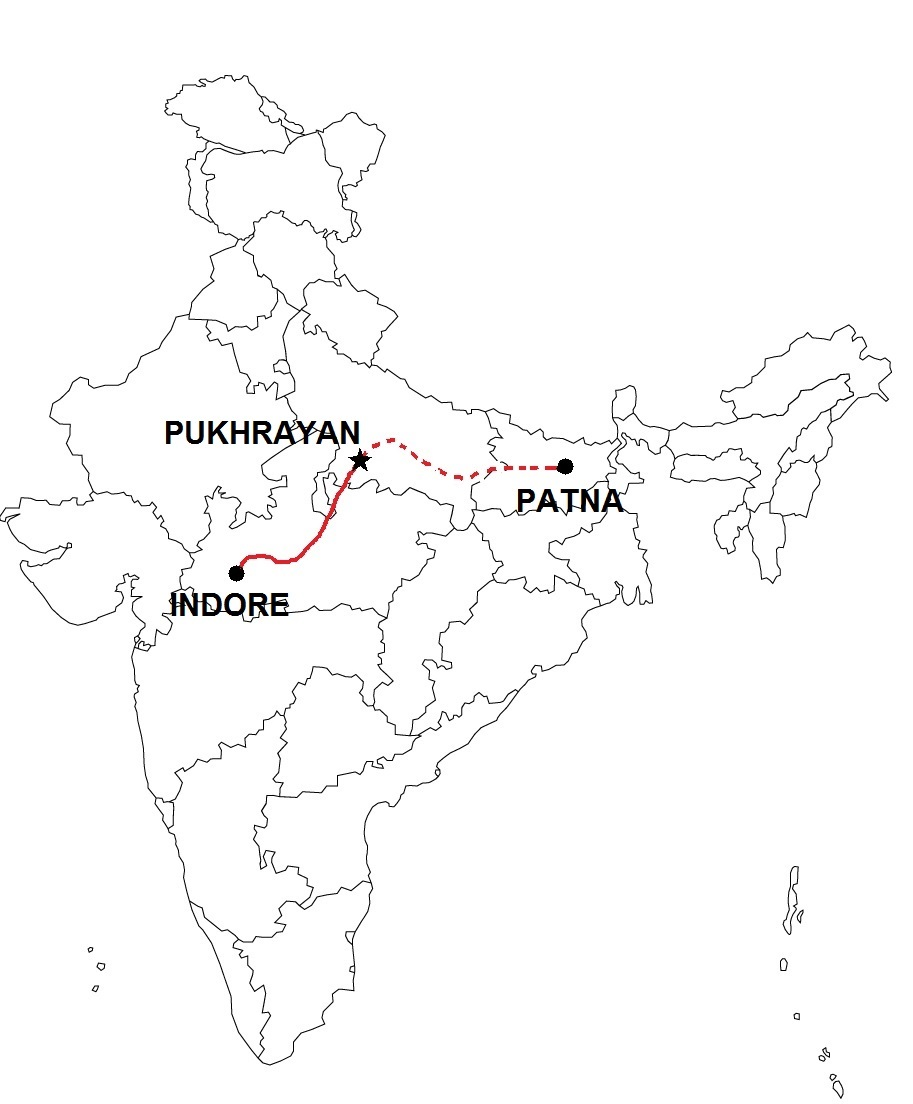
列車路線由印多爾至巴特那

普克拉延鐵路事故是2016年11月20日，1輛行駛在印多爾-巴特那快線的列車於印度北方邦普克拉延附近出軌，造成150人死亡及超過150人受傷。截至當時，此次事故是自1999年加沙爾鐵路事故以來印度最嚴重的鐵路事故，1999年的該事故造成290人死亡。